# Tomás Pozzo
Tomás Agustín Pozzo (* 27. September 2000 in Adrogué) ist ein argentinischer Fußballspieler im Mittelfeld.

## Karriere
Tomás Pozzo begann zunächst in den Jugendbereichen von CA Calzada und CA Banfield. Seine Laufbahn im Profifußball startete im Jahre 2020 beim Fußballclub CA Independiente, wo er bis 2023 auf 57 Einsätze kam. Sein erstes Tor im Profifußball erzielte er am 15. Februar 2022 beim Spiel gegen Arsenal de Sarandí.
Seit 2024 steht er beim argentinischen Erstligisten CD Godoy Cruz unter Vertrag.